# Viktor Kapitonov
Viktor Arsenyevich Kapitonov (em russo:  Виктор Арсеньевич Капитонов; 25 de outubro de 1933 — 5 de março de 2005) foi um ciclista soviético.

## Carreira olímpica
Nos Jogos Olímpicos de Melbourne 1956, Kapitonov representou sua nação em duas provas. Nos Jogos de Roma 1960, ele conquistou a medalha de ouro no individual e a medalha de bronze no contrarrelógio para a equipe soviética.